# 508 (szám)
Az 508 (római számmal: DVIII) egy természetes szám.

## A szám a matematikában
A tízes számrendszerbeli 508-as a kettes számrendszerben 111111100, a nyolcas számrendszerben 774, a tizenhatos számrendszerben 1FC alakban írható fel.
Az 508 páros szám, összetett szám, kanonikus alakban a 22 · 1271 szorzattal, normálalakban az 5,08 · 102 szorzattal írható fel. Hat osztója van a természetes számok halmazán, ezek növekvő sorrendben: 1, 2, 4, 127, 254 és 508.
Az 508 négyzete 258 064, köbe 131 096 512, négyzetgyöke 22,53886, köbgyöke 7,97911, reciproka 0,0019685. Az 508 egység sugarú kör kerülete 3191,85814 egység, területe 810 731,96656 területegység; az 508 egység sugarú gömb térfogata 549 135 785,3 térfogategység.